# Anemonia sargassensis
Anemonia sargassensis is een zeeanemonensoort uit de familie Actiniidae. De anemoon komt uit het geslacht Anemonia. Anemonia sargassensis werd in 1908 voor het eerst wetenschappelijk beschreven door Hargitt. 